# Oximercuração desmercuração
A oximercuração/desmercuração trata-se de um processo laboratorial para a síntese de álcoois, seguindo a regra de Markovnikov, a partir de alcenos e possui duas vantagens principais sobre o processo de adição da água catalisada por ácidos: evita danos a algumas moléculas orgânicas pela condição ácida da solução e por, geralmente, não incorrer em rearranjo do carbocátion, isso porque justamente   não há formação do carbocátion intermediário. 
O alceno (ou alqueno) é tratado com acetato de mercúrio em solução de tetraidrofurano (THF), produzindo compostos hidroxialquilmercúricos (oximercuração) e, com a reação completa, adiciona-se borohidreto de sódio (NaBH4), reduzindo o composto para um álcool (desmercuração).

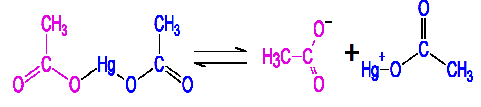
Acetato de mercúrio(também representado por HgOAc) se dissocia para formar um cátion Hg^{+}OAc e ânion acetato

## Etapas[1][2][3]
Na primeira etapa do mecanismo (oximercuração), o mercúrio, eletrofílico é adicionado à ligação dupla, formando o composto hidroxialquilmercúrico, não ocorrendo o rearranjo do carbocátion intermediário. Dessa forma a etapa da oximercuração se caracteriza por ser estereoespecífica anti e regiosseletiva.

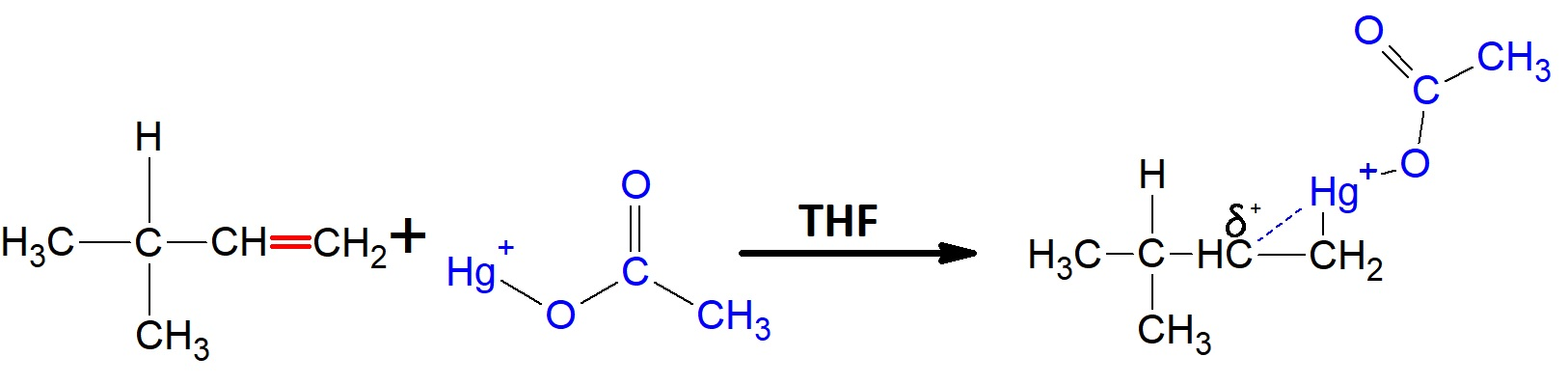
Primeira etapa da oximercuração

Em seguida, a água ataca o carbono mais substituído do íon mercuriônio (ligado a menos hidrogênios), levando ao estado de transição mais estável.

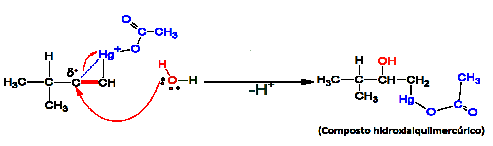
Ataque da água ao carbono mais substituído do íon mercuriônio

Na segunda etapa (desmercuração), o  borohidreto de sódio(NaBH4) reduz o grupo acetoximercúrico, convertendo a ligação C- Hg para uma ligação C – H. Essa reação não é estereoespecífica. Os produtos dessa reação  são um álcool de Markovnikov sem rearranjo, mercúrio e íon acetato.

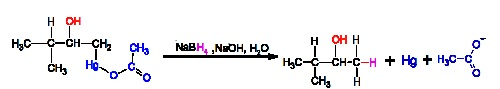
Etapa da desmercuração

Ambas as etapas podem ser produzidas no mesmo recipiente e ocorrem rapidamente à temperatura ambiente (1 minuto ou menos na primeira e menos de 1 hora na segunda) e possuem alto rendimento (maior que 90%), além de serem altamente regiosseletivas.Caso a oximercuração de um alqueno seja feito com álcool como solvente, a desmercuração leva a um éter. 
Essa reação tem uso limitado pelo custo e toxicidade do reagente exigindo remoção cuidadosa do mercúrio presente no produto e descarte seguro.